# Kodzsima Nobujuki
Kodzsima Nobujuki (Maebasi, 1966. január 17. –) japán válogatott labdarúgó.
A japán válogatott tagjaként részt vett az 1998-as világbajnokságon.

## Statisztika
| Japán válogatott | Japán válogatott | Japán válogatott |
| Időszak          | Mérk.            | gól              |
| ---------------- | ---------------- | ---------------- |
| 1995             | 3                | 0                |
| 1996             | 1                | 0                |
| Összesen         | 4                | 0                |